# Ступніков Юрій Іванович
Юрій Іванович Ступніков (12 березня 1942) — український державний і політичний діяч.

## Біографія
Народився 12 березня 1942 року, в селищі Каменномостський Краснодарського краю РФ. Закінчив Севастопольський приладобудівний інститут, інженер-кораблебудівельник.
З 1960 по 1961 рр. — працював слюсарем Морського заводу імені Серго Орджонікідзе.
З 1961 по 1964 рр. — проходив строкову службу в Радянській Армії.
З 1964 — працював на посадах бригадира, майстра, старшого майстра, начальника дільниці Морського заводу.
З 1973 — Інструктор промислово-транспортного відділу Севастопольського МК Компартії України; завідувач промислово-транспортним відділом Гагарінського РК Компартії України, Севастопольського КП України.
З 1986 — 1-й секретар Нахімовського райкому КП України м. Севастополя.
З 1988 — 2-й секретар Севастопольського міському КП України.
Головний бухгалтер науково-виробничого об'єднання «Муссон». Депутат Севастопольської міської Ради. Висунутий кандидатом в народні депутати трудовим колективом Севастопольської фабрики спортивних трикотажних виробів ВО «Укрпромдінамо».
18.03.1990 обраний Народним депутатом України 1(12) скликання. Член Комісії Верховної Ради України з питань планування, бюджету, фінансів і цін.
З 04.1990 по 02.1991 — Голова Севастопольської міської Ради.

## Нагороди
- Орден «Знак Пошани».